# دجاجة الماء التريستانية
دجاجة الماء التريستانية (الاسم العلمي: Gallinula nesiotis) (بالإنجليزية: Tristan moorhen)‏ هي نوع من الطيور تتبع جنس دجاجة الماء من فصيلة المرعات.